# The Wicker Tree
The Wicker Tree är en brittisk skräckfilm från 2011 av regissören Robin Hardy. Filmen är en andlig uppföljare till den kultförklarade skräckfilmen Dödlig skörd från 1973, även den regisserad av Robin Hardy.

## Handling
Betagna av invånarna i byn Tressock i Skottland accepterar två unga missionärer en inbjudan att delta i en lokal festival, helt och hållet omedvetna om konsekvenserna av deras beslut.

## Medverkande (i urval)
| Graham McTavish    | – Sir Lachlan Morrison |
| Jacqueline Leonard | – Delia Morrison       |
| Brittania Nicol    | – Beth Boothby         |
| Henry Garrett      | – Steve Thompson       |
| Honeysuckle Weeks  | – Lolly                |
| Clive Russell      | – Beame                |
| Prue Clarke        | – Mary Miller          |
| Lesley Mackie      | – Daisy                |
| Christopher Lee    | – Äldre herre          |

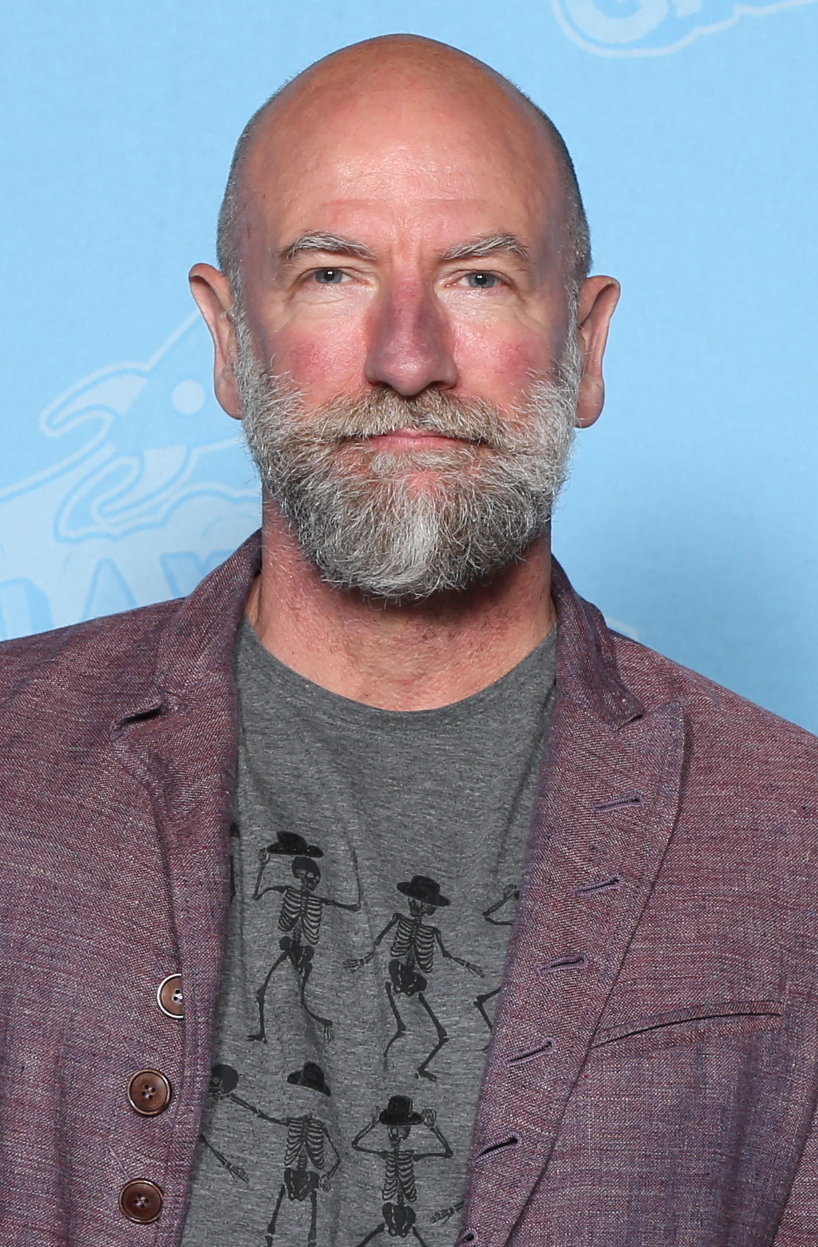
Graham McTavish
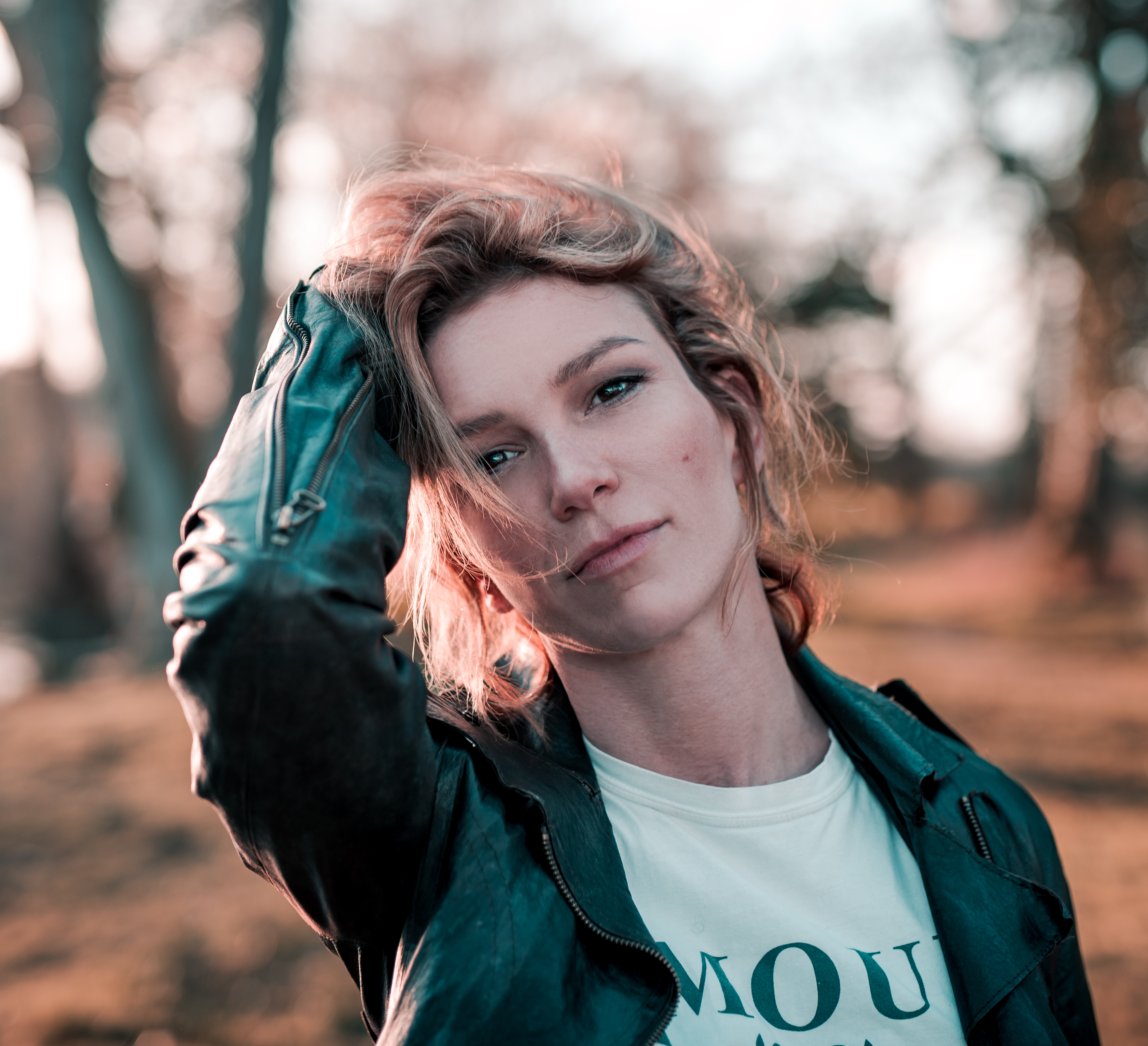
Honeysuckle Weeks
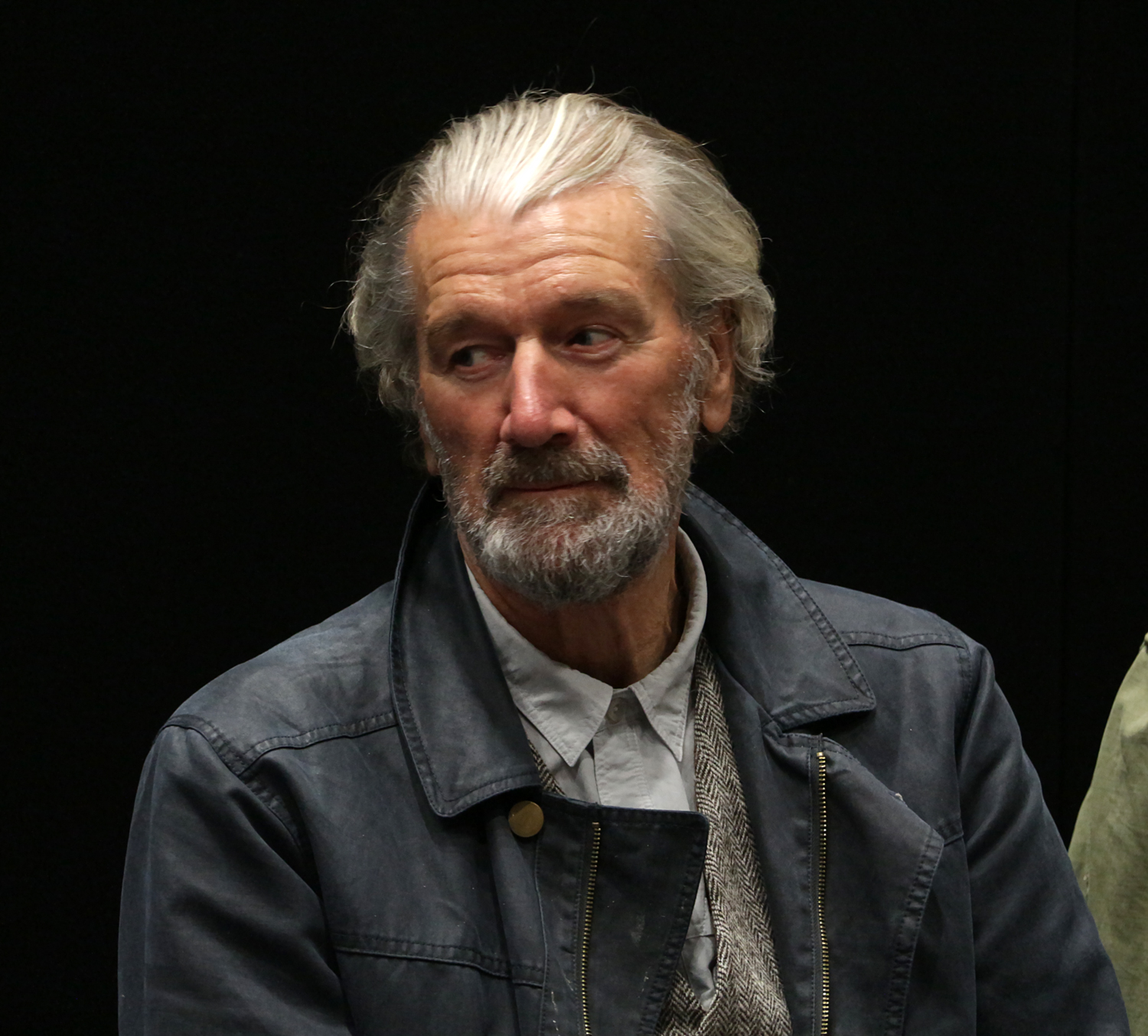
Clive Russell
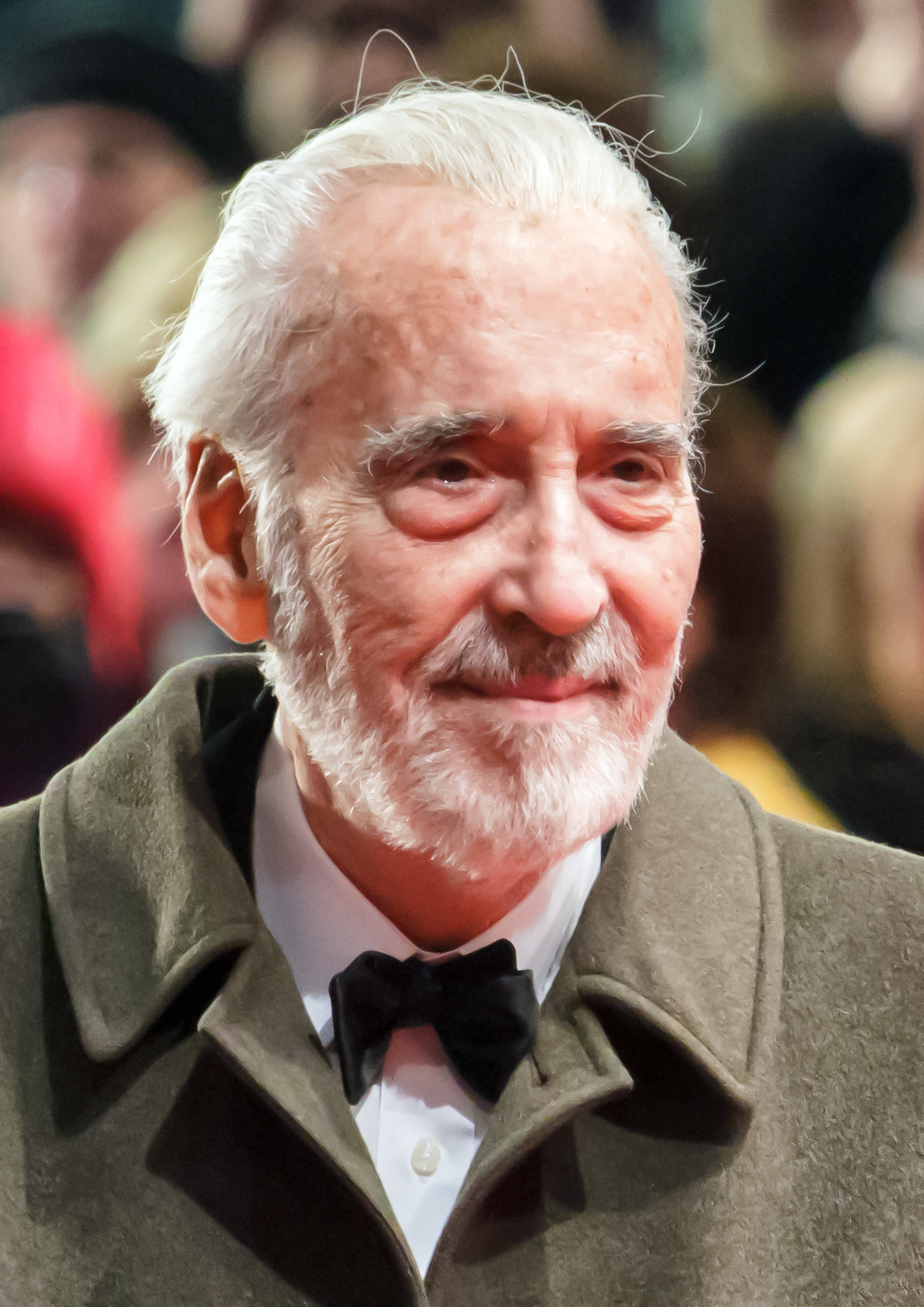
Christopher Lee